# Antje Traueová
Antje Traueová (* 18. ledna 1981) je německá herečka. Mluví plynně jak německy, tak anglicky a zazářila ve své první anglojazyčné roli ve filmu Pandorum.

## Život a kariéra
Traueová se narodila v Mittweidě v Sasku. Její kariéra na jevišti započala, když znázorňovala Janu z Arku ve školní hře. V šestnácti letech získala hlavní roli v první „Hip Hopeře“ kulturní instituce International Munich Art Lab (v muzikálu "West End Opera"). Traueová hrála a vyjížděla na zájezdní představení po 4 roky, objevujíce se na jevištích po celém Německu, Evropě a i v New Yorku. Následně se Traueová párkrát objevila v několika celovečerních a televizních filmech, jako například Kleinruppin Forever, Berlin am Meer a Phantomschmerz.
V roce 2008 byla Traueová vybrána do hlavní ženské role ve filmu Pandorum, sci-fi thrilleru režírovaném Christianem Alvartem se scénářem od Travise Milloye. V něm spolu s ní hráli Dennis Quaid a Ben Foster.
V roce 2011 byla Traueová vybrána do role Faory ve filmu Muž z oceli.